# Бій у протоці Отранто (1940)
Бій у протоці Отранто (англ. Battle of the Strait of Otranto, італ. Battaglia del Canale d'Otranto) — морський бій між легкими силами Королівських військово-морських флотів Великої Британії та Австралії під командуванням віце-адмірала Г. Прідгам-Вайпелля з конвоєм Італійського королівського флоту за часів битви на Середземному морі у Другій світовій війні.

## Передумови
11 листопада 1940 року ескадра британських та австралійських кораблів у складі легких крейсерів «Орайон», «Сідней» і «Ейджекс», а також есмінців «Нубіан» і «Могаук» під командуванням адмірала Прідгам-Вайпелля увійшла в Адріатичне море для пошуку італійських морських цілей. Проте справжньою метою ескадри було відвернути увагу італійського флоту від планованого нападу на Таранто (хоча командувач британської ескадри не знав про це.).
Вночі 12 листопада італійський конвой у складі чотирьох транспортних кораблів («Antonio Locatelli», «Premuda», «Capo Vado» s"Catalani") повертався з Вльори (Албанія) до Бріндізі.
Конвой супроводжували есмінець часів Першої світової війни «Нікола Фабріці» під командуванням лейтенанта Джованні Барбіні і допоміжний крейсер «Ramb III» під командуванням капітана 2-го рангу Франческо де Анджеліса (італ. Francesco De Angelis).
Кораблі йшли затемненими, без габаритних вогнів.

## Хід бою
Кораблі союзників пройшли на північ вночі 11 листопада, і досягнувши умовної лінії між Барі та Дураццо, повернули на південь. Через 20 хвилин вони помітили конвой з шести ворожих кораблів. Італійці рухались перпендикулярним курсом з Албанії до Італії.
О 01:27 «Могаук» відкрив вогонь, до нього приєднались решта британських кораблів.
«Сідней» своїм вогнем уразив перший транспорт вогнем з дистанції 11 км, від чого той загорівся. протягом наступних 23 хвилин всі транспорти були або потоплені, або пошкоджені та охоплені полум'ям.
«Ramb III» після перших 19 залпів 120-мм гармат залишився неушкодженим, і покинувши конвой, повернув до берегів Албанії.
«Нікола Фабріці» був сильно пошкоджений ворожим вогнем, і втративши 11 чоловік загиблими і 17 пораненими, повернув до Вльори.

## Наслідки
Всі транспортні судна були потоплені. «Нікола Фабріці» був пошкоджений. Італійці втратили 36 чоловік загиблими і 42 пораненими.
Союзники втрат не зазнали, жоден їх корабель не був пошкоджений, хоча о 1:40 ворожа торпеда пройшла поряд із кормою «Сіднея».
Італійці відправили на пошуки британської ескадри літаючі човни CANT Z.501, які, хоч і змогли встановити місце знаходження британських кораблів, але були збиті. Флот відправив на перехоплення ворога моторні човни, які базували у Вльорі, а також 7-му ескадру крейсерів («Муціо Аттендоло», «Еудженіо ді Савойя» і «Дука д'Аоста»), і 15-ту дивізію есмінців, що базувались у Бріндізі, а також 8-му ескадру крейсерів («Дука дельї Абруцці» і «Джузеппе Гарібальді») та 7-му і 8-му ескадри есмінців, які базувались в Таранто. Проте італійський флот не зміг встановити контакт із противником.
Наступного дня міноносці «Куртатоне» і «Сольферіно» врятували 140 моряків.